# Якимчук Микола Костянтинович
Мико́ла Костянти́нович Якимчу́к (14 грудня 1957, Сторожинець) — український правознавець, заслужений юрист України. Перший проректор Національної академії прокуратури України — директор Інституту підвищення кваліфікації кадрів, доктор юридичних наук, професор. Заслужений юрист України. Відомий учений-юрист, фахівець з теорії управління, адміністративного права та прокурорської діяльності, державний радник юстиції 3 класу. Почесний громадянин міста Сторожинець.

## Біографія
Народився 14 грудня 1957 р. в м. Сторожинець Чернівецької області в родині Костянтина Ксенофонтовича та Олени Пантелеймонівни. Усе дитинство пройшло на мальовничій Буковині. За прикладом старшого брата Василя, який закінчив Харківський юридичний інститут, Микола Якимчук обрав за майбутню професію фах юриста.
Протягом 1980–1985 років навчався у Львівському державному університеті імені Івана Франка на юридичному факультеті, після закінчення якого одержав диплом з відзнакою і був направлений на службу в органи прокуратури Чернівецької області. Працював помічником прокурора Хотинського району, помічником прокурора області, прокурором відділу обласної прокуратури.
Одночасно у період з 1987 по 1991 роки навчався в аспірантурі у Всесоюзному науково-дослідному інституті проблем зміцнення законності та правопорядку Прокуратури СРСР в м. Москва.
З вересня 1991 року розпочав науково-педагогічну діяльність доцентом кафедри теорії та історії держави і права, заступником декана юридичного факультету, пізніше працював завідувачем кафедри конституційного права, завідувачем кафедри кримінального права та криміналістики Чернівецького національного університету імені Юрія Федьковича.
У 1992 році в Українській юридичній академії (нині — Національна юридична академія України імені Ярослава Мудрого) захистив кандидатську дисертацію «Роль прокурорського нагляду в додержанні законодавства про поставки продукції в умовах переходу до ринку». У 1998 році Миколі Костянтиновичу присвоєно вчене звання доцента кафедри кримінального права та процесу.
У 2002 році Микола Костянтинович здобув науковий ступінь доктора юридичних наук, захистивши в Інституті держави і права ім. В. М. Корецького НАН України дисертацію «Організаційно-правові основи управління в органах прокуратури України». У 2004 році присвоєно вчене звання професора кафедри кримінального права та криміналістики. Його монографія «Проблеми управління в органах прокуратури України: теорія і практика» (2001) стала вагомим внеском у розробку теоретичних засад організації й управління в органах прокуратури України. Наявність великого досвіду прокурорської та науково-педагогічної діяльності зумовили призначення професора М. К. Якимчука у жовтні 2005 року на посаду першого проректора Академії прокуратури України (нині — Національна академія прокуратури України).
З березня 2011 року працював першим проректором Національної академії прокуратури України — директором Інституту підвищення кваліфікації кадрів.
Наказом Генерального прокурора України від 3 січня 2015 року державний радник юстиції 3 класу Якимчук Микола Костянтинович призначений на посаду прокурора Чернівецької області.
Працюючи на цих посадах, Микола Костянтинович неодноразово брав участь у науково-практичних конференціях і семінарах. Водночас є заступником головного редактора журналу «Вісник Національної академії прокуратури України», що включений до переліку фахових видань ВАК України.

## Наукові праці
Автор понад 70 наукових праць. У наукових дослідженнях обґрунтував організаційно-правові основи управління в органах прокуратури, розкрив особливості проходження служби в органах прокуратури. Висвітлював питання правового статусу Генерального прокурора України, місця прокуратури в державному механізмі та шляхи її реформування.

## Нагороди
- Нагороджений нагрудним знаком «Подяка за сумлінну службу в органах прокуратури» III ступеня.[2]